# Le Mage
Le Mage är en kommun i departementet Orne i regionen Normandie i nordvästra Frankrike. Kommunen ligger i kantonen Longny-au-Perche som tillhör arrondissementet Mortagne-au-Perche. År 2022 hade Le Mage 217 invånare.

## Befolkningsutveckling
Antalet invånare i kommunen Le Mage
| Referens: INSEE |